# Barnasapkás bukkó
A barnasapkás bukkó (Bucco noanamae) a madarak (Aves) osztályának harkályalakúak (Piciformes) rendjébe, ezen belül a bukkófélék (Bucconidae) családjába tartozó faj.
Ezt a madarat, korábban a Nystactes nembe helyezték, Nystactes noanamae néven.

## Előfordulása
Kolumbia területén honos. A természetes élőhelye szubtrópusi és trópusi síkvidéki esőerdők, nedves cserjések, valamint erősen leromlott egykori erdők és ültetvények.